# 天龍濱名湖鐵道TH2000型柴聯車
天龍濱名湖鐵道TH2000型柴聯車（日语：／ Tenryū Hamanako Tetsudō TH2000-gata kidōsha）是天龍濱名湖鐵道的天龍濱名湖線使用的柴聯車，並於2001年2月17日開始投入使用。
本條目同時記載將TH2000型的保安制軔進行更換，並於2002年至2005年引進的11輛增備車天龍濱名湖鐵道TH2100型柴聯車（日语：／ Tenryū Hamanako Tetsudō TH2100-gata kidōsha），以及將TH2000型的內裝改造成觀光用途，並於2002年引入的天龍濱名湖鐵道TH9200型柴聯車（日语：／ Tenryū Hamanako Tetsudō TH9200-gata kidōsha）。

## 概要
1987年3月，當時原屬於日本國鐵的二俁線改由第三部門鐵道天龍濱名湖鐵道負責營運，並更名為天龍濱名湖線。由於天龍濱名湖鐵道在開業後的1987年及1988年投入使用的鐵路巴士天龍濱名湖鐵道TH1型柴聯車的車體隨著時間流逝而逐漸老化，因此該公司決定引進新型車輛。2001年，天龍濱名湖鐵道導入由新潟鐵工所製造的3輛TH2000型柴聯車，並在隔年（2002年）因更換該型車的保安制軔而將番號改為TH2100型；而該公司也在同年的12月引入1輛將內裝改造成觀光用途的TH9200型柴聯車，車輛總數截至2005年總共15輛。
TH2000型柴聯車為天龍濱名湖鐵道首度引入由新潟鐵工所打造的鐵路車輛，而2003年以後製造的TH2100型柴聯車則是由繼承原鐵工所鐵道車輛製造部門的新潟運輸系統負責打造。

## 規格與構造

### 車體
TH2000型柴聯車為新潟鐵工所製造的其中一款NDC，其車體長度與天龍濱名湖鐵道TH3000型柴聯車皆為18m。與天龍濱名湖鐵道開業時使用的採用鉚釘結構與大量巴士零件的TH1型柴聯車相比，本型車的車體改為採用與一般鐵路車輛相同的焊接結構，並將車體長度延長3m。車頭正面採用貫通式設計，駕駛室位於左側，且僅在該處設置駕駛員專用的車門。車體側面配置兩道寬1000mm的乘客用車門，並分別設置在車頭及車尾兩端；側窗則為7面寬1200mm的固定窗，並使用吸熱玻璃提升車內空調系統的循環效率。TH2000型/2100型柴聯車的全部車廂皆未設置廁所。而TH2000型/2100型柴聯車的車體塗裝以象牙色作為主色調，並搭配橘色、藍色及綠色的條紋。此外TH2110號－TH2114號的5輛柴聯車均有配置防止列車打滑的撒砂裝置。

### 客室
TH2000型/2100型柴聯車的客室均配置8組4人座的包廂座位，僅在乘客用車門附近的區域設置長條座椅。而TH9200型柴聯車的客室則全數配置可轉向的對坐式座椅。TH2000型/2100型在面向掛川站方向的區域設置無障礙座位；TH9200型則在面向新所原站的乘務員座位側設置無障礙座位，並在其附近配置單人座的座位。TH2000型/2100型的座椅均使用藍色系的布料，TH9200型則使用綠色系的布料。車廂內的天花板較為平坦，並且設有空調系統的出風口。車內設有單人控制的相關運行設備，可記錄列車的各項數據；同時TH2000型/2100型也配備DICS裝置，以減輕駕駛員的負擔。
TH9200型柴聯車是為了因應2000年3月引入使用的THT100型及TH200型客車連結運行的觀光小火車在營運上面臨的季節和氣候限制，而由天龍濱名湖鐵道構想出的可全年運行的多功能鐵路車輛。該車輛由日本彩券協會補助購買費用，因此獲得「彩券號」的暱稱；其車輛番號中的「92」便是取自日文的彩券「日语：」。車廂內配備DVD播放機、麥克風等卡拉OK用的相關設備，並在客室兩端設置22吋的液晶顯示器。而乘客用車門與座椅之間均安裝玻璃隔板。

## 運用
由於TH2100型已投入使用長達20多年，且車體老化導致列車開始出現故障，因此天龍濱名湖鐵道規劃自2025年開始每年引進一輛新型的電傳動柴聯車，為該公司時隔約20年再度引入新型的鐵路車輛。